# 13ª edizione dei Directors Guild of America Award
La 13ª edizione dei Directors Guild of America Award si è tenuta nel corso del 1961 e ha premiato il migliore regista cinematografico e televisivo del 1960.

## Cinema
- Billy Wilder – L'appartamento (The Apartment)
- Richard Brooks – Il figlio di Giuda (Elmer Gantry)
- Jack Cardiff – Figli e amanti (Sons and Lovers)
- Vincent J. Donehue – Sunrise at Campobello
- Lewis Gilbert – Affondate la Bismarck! (Sink the Bismarck!)
- Alfred Hitchcock – Psyco (Psycho)
- Walter Lang – Can-Can
- Delbert Mann – Il buio in cima alle scale (The Dark at the Top of the Stairs)
- Vincente Minnelli – Susanna agenzia squillo (Bells Are Ringing)
- Carol Reed – Il nostro agente all'Avana (Our Man in Havana)
- Alain Resnais – Hiroshima mon amour
- Charles Walters – Non mangiate le margherite (Please Don't Eat the Daisies)
- Fred Zinnemann – I nomadi (The Sundowners)

## Televisione
- George Schaefer – Hallmark Hall of Fame per l'episodio Macbeth
- Vincent J. Donehue – Peter Pan
- Norman Jewison – Belafonte, New York 19
- Howard W. Koch – Gli intoccabili (The Untouchables) per gli episodi The Unhired Assassin (Part 1) e The Unhired Assassin (Part 2)
- Franklin Schaffner – Playhouse 90 per l'episodio The Cruel Day

## Premi speciali

### Premio D.W. Griffith
- Frank Borzage